# Spirolobium cambodianum
Spirolobium cambodianum är en oleanderväxtart som beskrevs av Henri Ernest Baillon. Spirolobium cambodianum ingår i släktet Spirolobium och familjen oleanderväxter. Inga underarter finns listade i Catalogue of Life.